# Dżabalija
Dżabalija (arab. ‏جَبَاليا‎) – miasto w Palestynie, w północnej części Strefy Gazy. Według danych PCBS na rok 2016 liczyło 171 642 mieszkańców.

## Historia
Podczas trwającej od października 2023 roku wojny w Strefie Gazy miasto Dżabalija wraz z przyległym do niego obozem uchodźców były wielokrotnie atakowane przez siły Izraela. W szczególności w maju 2024 miasto było obszarem ciężkich walk pomiędzy izraelskim batalionem spadochroniarzy a bojownikami Hamasu. Izrael domagał się od mieszkańców opuszczenia miasta.

## Miasta partnerskie
- Groningen
- Tiguent[4]